# トゥレット障害
トゥレット障害（）（英: Tourette syndrome、仏: Syndrome de Tourette）、またはトゥレット症候群、トゥレット症とは、チックという一群の神経精神疾患のうち、音声や行動の症状を主体とし慢性の経過をたどるものを指す。小児期に発症し、軽快・増悪を繰り返しながら慢性に経過する。トゥレット症候群の約半数は18歳までにチックが消失、または予後は良いとされている。
チックの症状のひとつに汚言症があり、意図せずに卑猥なまたは冒涜的な言葉を発する事から社会的に受け入れられず二次的に自己評価が低下したり抑うつ的になったりすることがある。ただし、この症状が発症することは稀で子供や軽症例では殆ど見られない。
病名は、初期に記載したフランスの神経内科医、ジョルジュ・ジル・ド・ラ・トゥレット（1857 - 1904）にちなみ、アメリカ精神医学会（APA）による診断基準DSM-IV-TRや国際疾病分類第10版（ICD-10）にならい、トゥレット障害あるいはトゥレット症候群などと呼ばれることが多い。
治療法については、「トゥレット障害#治療」を参照。

## チックの症状
以下の動作を頻繁に行う。
運動チック
顔面の素早い動き（まばたき、顔をしかめるなど）、首を振る、腕や肩を振り回す、体をねじったり揺すったりする、自分の体を触ったり叩いたりする、口の中を噛む、他人の身体や周囲のものなどにさわる など
音声チック
咳払い、短い叫び声、汚言症（罵りや卑猥な内容）、うなり声、ため息をつく など
一見チックに意味があるようにみえることがあり、これが更なる誤解を生むことがある。またチックはある程度抑制することができる場合もある。そのため、例えば学校等の公共の場ではチックを我慢し、家などに帰ると安心し、抑えていたチックを起こす場合もある。
チックは無意識に起こる場合もあれば、前駆衝動と呼ばれる前兆がある場合もある。

## 疫学
軽度のものを含めると、チックは比較的ありふれたものと考えられている。小児におけるトゥレット障害の正確な有病率ははっきりしないが、海外の大規模な調査では1%弱という数字も報告されている。また日本の記事では200人に1人程度とするものもある。男児が女児に比べ約3 - 4倍多い。またADHDや強迫性障害、学習障害、自閉症を合併する例もある。

## 原因
原因は確定していないが、大脳基底核におけるドーパミン系神経の過活動仮説が提唱されている。また双生児研究などから、遺伝的要因の関与も示唆されている。
統合失調症や自閉症と同じようにかつては「親の養育」「家族機能」などに原因を求められたこともあったが、現在では前記2疾患と同様、それらの説が否定されがちである。しかしながら、精神的ストレスで悪化するなど、症状の増悪に環境要因が関与しているのは事実である。
また、各種の矯正などがストレス源となり、発症することがあるとも言われている。

## 治療
ハロペリドール（セレネース）、クロルプロマジン（コントミン）、リスペリドン（リスパダール）など抗精神病薬による薬物療法が一定の効果を示す。
心理療法では行動療法の一種であるハビットリバーサル法（チックをする代わりに、チックと同時にはできない別の動作をする練習を行う技法）を主とした包括的行動的介入の有効性が示されている。
加えて特に小児の場合はストレス因子の除去（「ストレス管理」も参照）、疾患から生じる二次的な劣等感の除去・予防、症状から生じる周囲の偏見や学校でのいじめの予防などが重要である。
これらの治療が充分に機能しない難治性トゥレット障害の場合脳深部刺激療法が検討される場合もある。
前述のようにADHDや強迫性障害、自閉症などを合併した場合の治療については、「ADHD#治療」・「強迫性障害#治療」・「自閉症#治療」も参照。

## 社会と文化
トゥレット症候群の患者は全員治療を望んでいるわけではない。特に、その過程で何か他のものを失う可能性がある場合はなおさらである。トゥレット障害を持つ子どもは同年齢の子と比べて認知機能が高く、知能指数や運動機能、言語能力も高いという研究結果も示されている。
トゥレット障害を持つ人々の中には、音楽家やアスリート、演説家などあらゆる分野の専門家がいる。「アメリカサッカーの英雄」と評されるティム・ハワードは、トゥレット症候群協会によって「世界で最も注目すべきトゥレット症候群の個人」とされ、自分の神経学的構成が知覚の向上と鋭敏な焦点を与え、フィールドでの成功に貢献したと述べている。『英語辞典』の編集で知られるサミュエル・ジョンソンも障害を持っていた可能性が高い。
MLBの外野手だったジム・アイゼンライクは症候群を克服した選手として知られる。ミネソタ・ツインズ傘下のシングルAに所属していた2年目の1982年に地元出身ということもあってメジャーのレギュラーに抜擢された。あまりにも性急な抜擢だったことや生来の生真面目さも相まって精神状態に異常を来した結果、この症候群を発症した。3シーズンプレーしたものの遂には観客の前でプレーすることが出来ない段階に陥り、1984年シーズン終了後にチームを退団した。
その後もアマチュアとして野球を続けたアイゼンライクは1987年にカンザスシティ・ロイヤルズとマイナー契約を結んだ。この時に後に北海道日本ハムファイターズに所属するマット・ウインタースとチームメイトとなった。生真面目なアイゼンライクと明るく陽気なウィンタースだったが仲良くなり、アイゼンライクが落ち込んだ時にはウィンタースが励まし、ウィンタースが選手として壁にぶつかったら経験豊富なアイゼンライクがアドバイスを送るという関係が出来上がった。その内にアイゼンライクは症候群を克服し、1989年にはメジャーのレギュラーを獲得した。1990年にはこの年から制定された難病や困難に打ち勝った選手が受賞するトニー・コニグリアロ賞に選出された。この後も10年近くメジャーのレギュラーとしてプレーした。
史上最年少でグラミー賞の主要4部門を独占したアーティストのビリー・アイリッシュも症候群を抱えていることを明らかにしている。TV番組『エレンの部屋』に出演した際、「自分を定義する時に結びつけて欲しくなくて、これまでは何も言ってこなかった」「ファンの中にもそれを抱えている人たちがたくさんいるということが分かって、より心が休まるようになった」と語っている。